# Wulanchabu (socken i Kina)
Wulanchabu (kinesiska: 乌兰察布, 乌兰察布苏木) är en socken i Kina. Den ligger i den autonoma regionen Inre Mongoliet, i den norra delen av landet, omkring 330 kilometer nordost om regionhuvudstaden Hohhot.
Genomsnittlig årsnederbörd är 440 millimeter. Den regnigaste månaden är juli, med i genomsnitt 110 mm nederbörd, och den torraste är januari, med 2 mm nederbörd.